# Alloea eleophila
Alloea eleophila är en stekelart som beskrevs av Robert A.Wharton 1980. Alloea eleophila ingår i släktet Alloea och familjen bracksteklar. Inga underarter finns listade i Catalogue of Life.